# Almida de Val
Almida Maria Jacqueline de Val (Gotemburgo, 12 de septiembre de 1997) es una deportista sueca que compite en curling.
Participó en los Juegos Olímpicos de Pekín 2022, obteniendo una medalla de bronce en la prueba de mixto doble. Ganó una medalla de bronce en el Campeonato Mundial de Curling Mixto Doble de 2021.

## Palmarés internacional
| Juegos Olímpicos               | Juegos Olímpicos       | Juegos Olímpicos  | Juegos Olímpicos |
| Año                            | Lugar                  | Medalla           | Prueba           |
| ------------------------------ | ---------------------- | ----------------- | ---------------- |
| 2022                           | Pekín (China)          | Medalla de bronce | Mixto doble      |
| Campeonato Mundial Mixto Doble |                        |                   |                  |
| Año                            | Lugar                  | Medalla           | Prueba           |
| 2021                           | Aberdeen (Reino Unido) | Medalla de bronce | Mixto doble      |